# Mikorzyn (Konin)
Mikorzyn [pronunciación en polaco: /miˈkɔʐɨn/] es un pueblo en el distrito administrativo de Gmina Ślesin, dentro de Distrito de Konin, Voivodato de Gran Polonia, en el centro-oeste de Polonia. Se encuentra aproximadamente 2 kilómetros al sur de Ślesin, 15 kilómetros al norte de Konin, y  95 kilómetros al este de la capital regional, Poznań.
El pueblo tiene una población aproximada de 550 habitantes.